# Fenoksibenzamin
Fenoksibenzamin (Dibenzilin) je neselektivni, ireverzibilni alfa antagonist.

## Upotreba
On se koristi za lečenje hipertenzije, posebno one koje je uzrokovana feohromocitom. On ima sporiji početak i dugotrajnije dejstvo u poređenju sa drugim alfa blokatorima.
Ovaj materija je bio prvi alfa blokator koji je korišćen za lečenje benignog uvećanja prostate, mada se danas retko koristi za tu indikaciju usled nepovoljnih nuspojava.
On je korišten u lečenju sindroma hipoplastičnog levog srca.

## Hemija
Fenoksibenzamin, N-(2-hloroetil)-N-(1-metil-2-fenoksietil)benzilamin, se sintetiše reakcijom fenola sa propilenoksidom, čime se formira 1-fenoksi-2-propanol, njegova hlorinacija sa tionil hloridom daje 1-fenoksi-2-propilhlorid. Reakcijom tog materijala sa 2-aminoetanolom formira se 1-fenoksi-2-(2-hidroksietil)aminopropan. Alkilacija sekundarne amino grupe daje N-(2-hidroksietil)-N-(1-metil-2-fenoksietil)benzilamin, njegova hidroksilna grupa se hloriniše koristeći tionil hlorid, i nastaje fenoksibenzamin.

## stereoizomerizam
Fenoksibenzamin sadrži stereocentar, stoga postoje dva enantiomera, ( R ) i oblik ( S ). Svi komercijalni pripravci sadržavaju lijek kao racemat.
| Enantiomeri fenoksibenzamina | Enantiomeri fenoksibenzamina |
| ---------------------------- | ---------------------------- |
| CAS-Nummer: 71799-91-2       | CAS-Nummer: 71799-90-1       |

## Literatura
1. ↑  Caine M, Perlberg S, Meretyk S (1978). „A placebo-controlled double-blind study of the effect of phenoxybenzamine in benign prostatic obstruction”. British journal of urology. 50 (7): 551—4. PMID 88984. doi:10.1111/j.1464-410X.1978.tb06210.x.
2. ↑  Guzzetta NA (2007). „Phenoxybenzamine in the treatment of hypoplastic left heart syndrome: a core review”. Anesth. Analg. 105 (2): 312—5. PMID 17646482. doi:10.1213/01.ane.0000275185.44796.92.
3. ↑  F. v. Bruchhausen, G. Dannhardt, S. Ebel, A. W. Frahm, E. Hackenthal, U. Holzgrabe (Hrsg.): Hagers Handbuch der Pharmazeutischen Praxis: Band 9: Stoffe P-Z, Springer Verlag, Berlin, Aufl. 5, 2014, S. 140,  978-3-642-63389-8.

## Spoljašnje veze
|  | Molimo Vas, obratite pažnju na važno upozorenje u vezi sa temama iz oblasti medicine (zdravlja). |